# Тређаја (Пиза)
Тређаја је насеље у Италији у округу Пиза, региону Тоскана.
Према процени из 2011. у насељу је живело 1034 становника. Насеље се налази на надморској висини од 71 м.